# Bruno Urribarri
Bruno Saúl Urribarri (General Campos, Entre Ríos; 6 de noviembre de 1986) es un exfutbolista argentino que jugaba como defensor, su último equipo fue Patronato de la Primera División de Argentina.

## Trayectoria
Se inició en el Club Santa María de Oro de Concordia (Entre Ríos), luego pasaría a Salto Grande. Tuvo un paso de 2 años por las inferiores de Unión y luego llegaría a Boca Juniors.

### Boca Juniors
Debutó en Boca Juniors de la Primera División de Argentina el 20 de mayo de 2007 en la victoria por 2 a 1 de su equipo contra Quilmes. Tras diez partidos como titular en Boca entre el Clausura y el Apertura 2007 perdió continuidad en el equipo.

### Argentinos Juniors
A fines de 2007 su pase fue comprado por un grupo empresario, que lo cedió a préstamo a Argentinos Juniors. 

### FC Asteras Tripolis
En 2008 es transferido al Asteras Tripolis de la Súper Liga de Grecia. 

### Colón de Santa Fe
En 2011 ficha con Colón de Santa Fe. Su único gol marcado en Colón fue frente a Vélez Sarsfield en la victoria de su equipo por 2-1 correspondiente a la novena fecha del Torneo Final 2013.

### River Plate
En enero de 2014 se confirma su transferencia a River Plate, luego de quedar libre en Colón de Santa Fe a causa de diferentes deudas que el club poseía con el jugador. Su paso por este club no fue muy auspicioso, ya que durante su paso por este club, si bien el equipo conquistó 5 títulos, apenas tuvo 7 partidos jugados. Tras dos años dentro de este club, emigró del mismo en 2015.

### Atlético de Rafaela
Llegó a Atlético en 2015, luego de un pedido formal realizado a la AFA para adquirirlo como reemplazo del lesionado Juan Manuel Eluchans. Durante su paso por esta institución tampoco tuvo continuidad, disputando apenas 12 encuentros.

### Tigre
Luego de su paso por Atlético, donde tuvo poca participación, quedó libre en 2016 y finalmente acordó su incorporación al Club Atlético Tigre, donde se mantuvo hasta 2017.

### Patronato
El 7 de julio de 2017, llega con su pase en poder, a Patronato.

### Makiavelos
Actualmente, en 2024, se encuentra vistiendo los colores de Makiavelos FC en la categoría M30 A Liga Altos del Paracao. 

## Vida privada
Es hijo del político Sergio Urribarri, exgobernador (preso) de Entre Ríos.

## Estadísticas

### Clubes
- Actualizado hasta el fin de la carrera deportiva.

| Club | Div.                | Temporada           | Liga  | Liga  | Liga   | Copas Nacionales(1) | Copas Nacionales(1) | Copas Nacionales(1) | Torneos Internacionales(2) | Torneos Internacionales(2) | Torneos Internacionales(2) | Total | Total | Total  |
| Club | Div.                | Temporada           | Part. | Goles | Asist. | Part.               | Goles               | Asist.              | Part.                      | Goles                      | Asist.                     | Part. | Goles | Asist. |
| --- | ------------------- | ------------------- | ----- | ----- | ------ | ------------------- | ------------------- | ------------------- | -------------------------- | -------------------------- | -------------------------- | ----- | ----- | ------ |
| Boca Juniors Argentina |                     |                     |       |       |        |                     |                     |                     |                            |                            |                            |       |       |        |
| 1.ª | 2007                | 4                   | 0     | 0     | -      | -                   | -                   | 0                   | 0                          | 0                          | 4                          | 0     | 0     |        |
| 1.ª | 2007                | 6                   | 0     | 0     | -      | -                   | -                   | 0                   | 0                          | 0                          | 6                          | 0     | 0     |        |
| Total | Total               | 10                  | 0     | 0     | 0      | 0                   | 0                   | 0                   | 0                          | 0                          | 10                         | 0     | 0     |        |
| Argentinos Juniors Argentina |                     |                     |       |       |        |                     |                     |                     |                            |                            |                            |       |       |        |
| 1.ª | 2008                | 0                   | 0     | 0     | -      | -                   | -                   | 0                   | 0                          | 0                          | 0                          | 0     | 0     |        |
| Total | Total               | 0                   | 0     | 0     | 0      | 0                   | 0                   | 0                   | 0                          | 0                          | 0                          | 0     | 0     |        |
| Asteras Tripolis · Grecia |                     |                     |       |       |        |                     |                     |                     |                            |                            |                            |       |       |        |
| 1.ª | 2008-09             | 8                   | 0     | 1     | 0      | 0                   | 0                   | -                   | -                          | -                          | 8                          | 0     | 1     |        |
| 1.ª | 2009-10             | 26                  | 0     | 4     | 0      | 0                   | 0                   | -                   | -                          | -                          | 26                         | 0     | 4     |        |
| 1.ª | 2010-11             | 24                  | 0     | 1     | 2      | 0                   | 0                   | -                   | -                          | -                          | 26                         | 0     | 1     |        |
| Total | Total               | 58                  | 0     | 6     | 2      | 0                   | 0                   | 0                   | 0                          | 0                          | 60                         | 0     | 6     |        |
| Colón Argentina |                     |                     |       |       |        |                     |                     |                     |                            |                            |                            |       |       |        |
| 1.ª | 2011-12             | 30                  | 0     | 1     | 0      | 0                   | 0                   | -                   | -                          | -                          | 30                         | 0     | 1     |        |
| 1.ª | 2012-13             | 33                  | 1     | 1     | 1      | 0                   | 1                   | 4                   | 0                          | 0                          | 38                         | 1     | 2     |        |
| 1.ª | 2013                | 13                  | 0     | 0     | 0      | 0                   | 0                   | -                   | -                          | -                          | 13                         | 0     | 0     |        |
| Total | Total               | 76                  | 1     | 2     | 1      | 0                   | 1                   | 4                   | 0                          | 0                          | 81                         | 1     | 3     |        |
| River Plate Argentina |                     |                     |       |       |        |                     |                     |                     |                            |                            |                            |       |       |        |
| 1.ª | 2014                | 2                   | 0     | 0     | 2      | 0                   | 0                   | 1                   | 0                          | 0                          | 5                          | 0     | 0     |        |
| 1.ª | 2015                | 1                   | 0     | 0     | 0      | 0                   | 0                   | 1                   | 0                          | 0                          | 2                          | 0     | 0     |        |
| Total | Total               | 3                   | 0     | 0     | 2      | 0                   | 0                   | 2                   | 0                          | 0                          | 7                          | 0     | 0     |        |
| Atlético Rafaela Argentina |                     |                     |       |       |        |                     |                     |                     |                            |                            |                            |       |       |        |
| 1.ª | 2015                | 6                   | 0     | 0     | 0      | 0                   | 0                   | -                   | -                          | -                          | 6                          | 0     | 0     |        |
| 1.ª | 2016                | 6                   | 0     | 1     | -      | -                   | -                   | -                   | -                          | -                          | 6                          | 0     | 1     |        |
| Total | Total               | 12                  | 0     | 1     | 0      | 0                   | 0                   | 0                   | 0                          | 0                          | 12                         | 0     | 1     |        |
| Tigre Argentina |                     |                     |       |       |        |                     |                     |                     |                            |                            |                            |       |       |        |
| 1.ª | 2016-17             | 10                  | 0     | 0     | 1      | 0                   | 0                   | -                   | -                          | -                          | 11                         | 0     | 0     |        |
| Total | Total               | 10                  | 0     | 0     | 1      | 0                   | 0                   | 0                   | 0                          | 0                          | 11                         | 0     | 0     |        |
| Patronato Argentina | 1.ª                 | 2017-18             | 16    | 0     | 1      | 0                   | 0                   | 0                   | -                          | -                          | -                          | 16    | 0     | 1      |
| Patronato Argentina | 1.ª                 | 2018-19             | 13    | 0     | 0      | 3                   | 0                   | 1                   | -                          | -                          | -                          | 16    | 0     | 1      |
| Patronato Argentina | 1.ª                 | 2019-20             | 8     | 0     | 0      | 4                   | 0                   | 0                   | -                          | -                          | -                          | 12    | 0     | 0      |
| Patronato Argentina | 1.ª                 | 2020-21             | 1     | 0     | 0      | 5                   | 0                   | 2                   | -                          | -                          | -                          | 6     | 0     | 2      |
| Patronato Argentina | Total               | Total               | 38    | 0     | 1      | 12                  | 0                   | 3                   | 0                          | 0                          | 0                          | 50    | 0     | 4      |
| Total en su carrera | Total en su carrera | Total en su carrera | 200   | 1     | 10     | 20                  | 0                   | 4                   | 6                          | 0                          | 0                          | 231   | 1     | 14     |
| (1)Las copas nacionales se refiere a la Copa Argentina y Copa de Grecia. (2)Las copas internacionales se refiere a la Copa Sudamericana y Recopa Sudamericana. |                     |                     |       |       |        |                     |                     |                     |                            |                            |                            |       |       |        |

## Palmarés

### Campeonatos nacionales
| Título           | Club        | País      | Año    |
| ---------------- | ----------- | --------- | ------ |
| Primera División | River Plate | Argentina | F-2014 |

### Campeonatos internacionales
| Título              | Club        | Sede         | Año  |
| ------------------- | ----------- | ------------ | ---- |
| Copa Sudamericana   | River Plate | Buenos Aires | 2014 |
| Recopa Sudamericana | River Plate | Buenos Aires | 2015 |
| Copa Libertadores   | River Plate | Buenos Aires | 2015 |